# 山名宏和
山名 宏和（やまな ひろかず、1967年 - ）は古舘プロジェクト所属の放送作家、作詞家、演出家、舞台脚本家。
東京都出身。東京水産大学（現東京海洋大学）では英語劇サークルに所属。卒業後サンリオピューロランドに入社するも、理系だからという理由で経理担当にされたため嫌になり退社、1991年に古舘プロジェクト入社。現在は主にバラエティ番組の構成を手掛ける。最近では作詞活動、舞台演出も手掛けている。
一方では古館プロジェクト主催の放送作家養成セミナー「アングル」を主催し、講師を務めている。また、同じ事務所で作家の樋口卓治、鮫肌文殊等と本を出している。
名前を「山名和宏」と記載されることがある。

## 構成

### 現在の担当番組
- 行列のできる法律相談所（日本テレビ）
- ダウンタウンDX（読売テレビ制作・日本テレビ系列）
- たけしの健康エンターテインメント!みんなの家庭の医学（朝日放送制作・テレビ朝日系列）
- 所さんの学校では教えてくれないそこんトコロ!（テレビ東京）
- 日経スペシャル ガイアの夜明け（テレビ東京）
- 人生が変わる1分間の深イイ話（日本テレビ）
- この差って何ですか?（TBS）
- フルタチさん（フジテレビ）
- 世界の何だコレ!?ミステリー（フジテレビ）

### 過去の担当番組
- DABO銀（テレビ朝日）
- 嗚呼!花の料理人（日本テレビ）
- アフリカのツメ（日本テレビ・ブレーン担当）
- 金のA様×銀のA様（日本テレビ）
- GO!GO!アッキーナ（テレビ東京）
- 最終警告!たけしの本当は怖い家庭の医学（朝日放送制作・テレビ朝日系列）
- クイズ!スパイ2/7（フジテレビ）
- 島田検定!! 国民的潜在能力テスト（TBS）
- トリハダ ～感じるボロ～ン～（朝日放送）
- 謎を解け!まさかのミステリー（日本テレビ）
- ニッポン旅×旅ショー（日本テレビ）
- ハジメちゃん〜あなたの大人年齢は?〜（朝日放送）
- 浜ちゃんと!（日本テレビ）
- ぶっちゃけ!99（TBS）
- 細木数子の緊急大予言（テレビ朝日）
- ホレゆけ!スタア☆大作戦 〜まりもみ危機一髪!〜
- マルバレ!（読売テレビ制作・日本テレビ系列）
- ミリオンの扉（読売テレビ）
- 浜ちゃんが!（読売テレビ制作・日本テレビ系列）
- オールスター感謝祭（TBS）
- サタデー・ウェイティング・バー（TOKYO FM）

## 企画
- ですよねぇ。（TBS）

## 映画
- フライング☆ラビッツ（2008年・脚本担当）

## テレビドラマ
- 奇跡の教室（2014年6月28日・日本テレビ系、脚本担当）

## 舞台
- 古舘伊知郎
  - 「TALKING BLUES」（8～16、脚本担当）
- 松尾貴史
  - 「人格懐疑室～ヒストリー・オブ・ヒステリー～」（脚本担当）
- 宮沢章夫
  - 「スチャダラ2010」（脚本担当）
- 劇団MOTHER
  - 「ジャンキー・スクエア」（脚本担当）
  - 「シャイバン」（脚本・ブレーン担当）
- AGAPEstore
  - 「超老伝」（脚本担当）
- PARCO劇場
  - 「こどもの一生」（脚本協力）
- 劇場MOMO
  - 「煉獄ノクターン」

## 作品

### 本
- 「ニッポンの少数民族」（宝島社・鮫肌文殊との共著）
- 「空気の壁～空気を読める人読めない人」（太田出版・鮫肌文殊との共著）
- 「脳の筋トレ「考え上手」になるための練習帳」（KKベストセラーズ・古舘プロジェクトブレーン集団・アングル）
- 「アイデアマンになる」（ソフトバンククリエイティブ・古舘プロジェクトブレーン集団・アングル、樋口卓治、鮫肌文殊との共著）

### ビデオ
- 「ニュースCOMステーション23」（ポニーキャニオン）
- 「人格懐疑室 ～ヒストリー・オブ・ヒステリー～」（VAP）

### CD
- 桑原茂一プロデュース・「BLUE FILM」（1～5、ALFS）
- 「TECHNOCMAYACOM」（avex trax）
- 「シャシの耳」（ポリスター）
- クリック&デッド NETWAYスイーパーズ （KONAMI）